# ATP-toernooi van Delray Beach
Het ATP-toernooi van Delray Beach is een jaarlijks terugkerend tennistoernooi voor mannen dat in het Amerikaanse Delray Beach wordt gehouden. De officiële naam van het toernooi is de Delray Beach International Tennis Championships. Het toernooi bestaat sinds 1993. Eerst werd er in de stad Coral Springs gespeeld, maar vanaf 1999 in Delray Beach. De ondergrond is hardcourt en het toernooi valt in de categorie "ATP Tour 250".
De Belg Xavier Malisse was erg succesvol in dit toernooi. Hij was de winnaar in 2005 en 2007 en was finalist in 1999, 2001 en 2006.

## Finales

### Enkelspel
| Jaar                   | Winnaar                 | Finalist                    | Uitslag                |
| Coral Springs, Florida | Coral Springs, Florida  | Coral Springs, Florida      | Coral Springs, Florida |
| ---------------------- | ----------------------- | --------------------------- | ---------------------- |
| 1993                   | Todd Martin             | David Wheaton               | 6-3, 6-4               |
| 1994                   | Luiz Mattar             | Jamie Morgan                | 6-4, 3-6, 6-3          |
| 1995                   | Todd Woodbridge         | Greg Rusedski               | 6-4, 6-2               |
| 1996                   | Jason Stoltenberg (1)   | Chris Woodruff              | 7-6(4), 2-6, 7-5       |
| 1997                   | Jason Stoltenberg (2)   | Jonas Björkman              | 6-0, 2-6, 7-5          |
| 1998                   | Andrew Ilie             | Davide Sanguinetti          | 7-5, 6-4               |
| Delray Beach, Florida  |                         |                             |                        |
| 1999                   | Lleyton Hewitt          | Xavier Malisse              | 6-4, 6-7(2), 6-1       |
| 2000                   | Stefan Koubek           | Álex Calatrava              | 6-1, 4-6, 6-4          |
| 2001                   | Jan-Michael Gambill (1) | Xavier Malisse              | 7-5, 6-4               |
| 2002                   | Davide Sanguinetti      | Andy Roddick                | 6-4, 4-6, 6-4          |
| 2003                   | Jan-Michael Gambill (2) | Mardy Fish                  | 6-0, 7-6(5)            |
| 2004                   | Ricardo Mello           | Vincent Spadea              | 7-6(2), 6-3            |
| 2005                   | Xavier Malisse (1)      | Jiří Novák                  | 7-6(6), 6-2            |
| 2006                   | Tommy Haas              | Xavier Malisse              | 6-3, 3-6, 7-6(5)       |
| 2007                   | Xavier Malisse (2)      | James Blake                 | 5-7, 6-4, 6-4          |
| 2008                   | Kei Nishikori           | James Blake                 | 3-6, 6-1, 6-4          |
| 2009                   | Mardy Fish              | Evgeny Korolev              | 7-5, 6-3               |
| 2010                   | Ernests Gulbis (1)      | Ivo Karlović                | 6-2, 6-3               |
| 2011                   | Juan Martín del Potro   | Janko Tipsarević            | 6-4, 6-4               |
| 2012                   | Kevin Anderson          | Marinko Matosevic           | 6-4, 7-6(2)            |
| 2013                   | Ernests Gulbis (2)      | Édouard Roger-Vasselin      | 7-6(3), 6-3            |
| 2014                   | Marin Čilić             | Kevin Anderson              | 7-6(6), 6-7(7), 6-4    |
| 2015                   | Ivo Karlović            | Donald Young                | 6-3, 6-3               |
| 2016                   | Sam Querrey             | Rajeev Ram                  | 6-4, 7-6(6)            |
| 2017                   | Jack Sock               | Milos Raonic                | forfait                |
| 2018                   | Frances Tiafoe          | Peter Gojowczyk             | 6-1, 6-4               |
| 2019                   | Radu Albot              | Daniel Evans                | 3-6, 6-3, 7-6(7)       |
| 2020                   | Reilly Opelka           | Yoshihito Nishioka          | 7-5, 6-7(4), 6-2       |
| 2021                   | Hubert Hurkacz          | Sebastian Korda             | 6-3, 6-3               |
| 2022                   | Cameron Norrie          | Reilly Opelka               | 7-6(1), 7-6(4)         |
| 2023                   | Taylor Fritz (1)        | Miomir Kecmanović           | 6-0, 5-7, 6-2          |
| 2024                   | Taylor Fritz (2)        | Tommy Paul                  | 6-2, 6-3               |
| 2025                   | Miomir Kecmanović       | Alejandro Davidovich Fokina | 3-6, 6-1, 7-5          |

### Dubbelspel
| Jaar                   | Winnaars                                  | Finalisten                                | Uitslag                |
| Coral Springs, Florida | Coral Springs, Florida                    | Coral Springs, Florida                    | Coral Springs, Florida |
| ---------------------- | ----------------------------------------- | ----------------------------------------- | ---------------------- |
| 1993                   | Patrick McEnroe Jonathan Stark            | Paul Annacone Doug Flach                  | 6-4, 6-3               |
| 1994                   | Lan Bale Brett Steven                     | Ken Flach Stéphane Simian                 | 6-3, 7-5               |
| 1995                   | Todd Woodbridge (1) Mark Woodforde (1)    | Sergio Casal Emilio Sánchez               | 6-3, 6-1               |
| 1996                   | Todd Woodbridge (2) Mark Woodforde (2)    | Ivan Baron Brett Hansen-Dent              | 6-3, 6-3               |
| 1997                   | Dave Randall Greg Van Emburgh             | Luke Jensen Murphy Jensen                 | 6-7, 6-2, 7-6          |
| 1998                   | Grant Stafford Kevin Ullyett              | Mark Merklein Vince Spadea                | 7-5, 6-4               |
| Delray Beach, Florida  |                                           |                                           |                        |
| 1999                   | Maks Mirni Nenad Zimonjić (1)             | Doug Flach Brian MacPhie                  | 7-6(3), 3-6, 6-3       |
| 2000                   | Brian MacPhie Nenad Zimonjić (2)          | Joshua Eagle Andrew Florent               | 7-5, 6-4               |
| 2001                   | Jan-Michael Gambill Andy Roddick          | Thomas Shimada Myles Wakefield            | 6-3, 6-4               |
| 2002                   | Martin Damm Cyril Suk                     | David Adams Ben Ellwood                   | 6-4, 6-7(5), [10-5]    |
| 2003                   | Leander Paes (1) Nenad Zimonjić (3)       | Raemon Sluiter Martin Verkerk             | 7-5, 3-6, 7-5          |
| 2004                   | Leander Paes (2) Radek Štěpánek           | Gastón Etlis Martín Rodríguez             | 6-0, 6-3               |
| 2005                   | Simon Aspelin Todd Perry                  | Jordan Kerr Jim Thomas                    | 6-3, 6-3               |
| 2006                   | Mark Knowles Daniel Nestor                | Chris Haggard Wesley Moodie               | 6-2, 6-3               |
| 2007                   | Xavier Malisse Hugo Armando               | James Auckland Stephen Huss               | 6-3, 6-7(4), [10-5]    |
| 2008                   | Maks Mirni Jamie Murray                   | Bob Bryan Mike Bryan                      | 6-4, 3-6, [10-6]       |
| 2009                   | Bob Bryan (1) Mike Bryan (1)              | Marcelo Melo André Sá                     | 6-4, 6-4               |
| 2010                   | Bob Bryan (2) Mike Bryan (2)              | Philipp Marx Igor Zelenay                 | 6-3, 7-6(3)            |
| 2011                   | Scott Lipsky Rajeev Ram (1)               | Christopher Kas Alexander Peya            | 4-6, 6-4, [10-3]       |
| 2012                   | Colin Fleming Ross Hutchins               | Michal Mertiňák André Sá                  | 2-6, 7-6(5), [15-13]   |
| 2013                   | James Blake Jack Sock (1)                 | Maks Mirni Horia Tecău                    | 6-4, 6-4               |
| 2014                   | Bob Bryan (3) Mike Bryan (3)              | František Čermák Michail Jelgin           | 6-2, 6-3               |
| 2015                   | Bob Bryan (4) Mike Bryan (4)              | Raven Klaasen Leander Paes                | 6-3, 3-6, [10-6]       |
| 2016                   | Oliver Marach Fabrice Martin              | Bob Bryan Mike Bryan                      | 3-6, 7-6(7) [13-11]    |
| 2017                   | Raven Klaasen Rajeev Ram (2)              | Treat Huey Maks Mirni                     | 7-5, 7-5               |
| 2018                   | Jack Sock (2) Jackson Withrow             | Nicholas Monroe John-Patrick Smith        | 4-6, 6-4, [10-8]       |
| 2019                   | Bob Bryan (5) Mike Bryan (5)              | Ken Skupski Neal Skupski                  | 7-6(5), 6-4            |
| 2020                   | Bob Bryan (6) Mike Bryan (6)              | Luke Bambridge Ben McLachlan              | 3-6, 7-5, [10-5]       |
| 2021                   | Ariel Behar Gonzalo Escobar               | Christian Harrison Ryan Harrison          | 6-7(5), 7-6(4), [10-4] |
| 2022                   | Marcelo Arévalo (1) Jean-Julien Rojer (1) | Oleksandr Nedovjesov Aisam-ul-Haq Qureshi | 6-2, 6-7(4), [10-4]    |
| 2023                   | Marcelo Arévalo (2) Jean-Julien Rojer (2) | Rinky Hijikata Reese Stalder              | 6-3, 6-4               |
| 2024                   | Julian Cash Robert Galloway               | Santiago González Neal Skupski            | 5-7, 7-5, [10-2]       |
| 2025                   | Miomir Kecmanović Brandon Nakashima       | Christian Harrison Evan King              | 7–6(3), 1–6, [10–3]    |

## Statistieken

### Meeste enkelspeltitels
| Aantal titels | Speler              | Jaren      |
| ------------- | ------------------- | ---------- |
| 2             | Jason Stoltenberg   | 1996, 1997 |
| 2             | Jan-Michael Gambill | 2001, 2003 |
| 2             | Xavier Malisse      | 2005, 2007 |
| 2             | Ernests Gulbis      | 2010, 2013 |
| 2             | Taylor Fritz        | 2023, 2024 |

(Bijgewerkt t/m 2025)

### Meeste enkelspeltitels per land
| Aantal titels | Land             |
| ------------- | ---------------- |
| 10            | Verenigde Staten |
| 5             | Australië        |
| 2             | België           |
| 2             | Brazilië         |
| 2             | Kroatië          |
| 2             | Letland          |

(Bijgewerkt t/m 2025)

### Enkel- en dubbelspeltitel in hetzelfde jaar
| Tennisser           | Jaar |
| ------------------- | ---- |
| Todd Woodbridge     | 1995 |
| Jan-Michael Gambill | 2001 |
| Xavier Malisse      | 2007 |
| Miomir Kecmanović   | 2025 |